# 菩提院大御堂
菩提院（ぼだいいん）は、奈良県奈良市にある法相宗の寺院。大本山興福寺の子院。本尊は阿弥陀如来。通称は十三鐘（じゅうさんかね）という。興福寺から見て五重塔の南、三条通りを渡ったところに建つ。

## 歴史

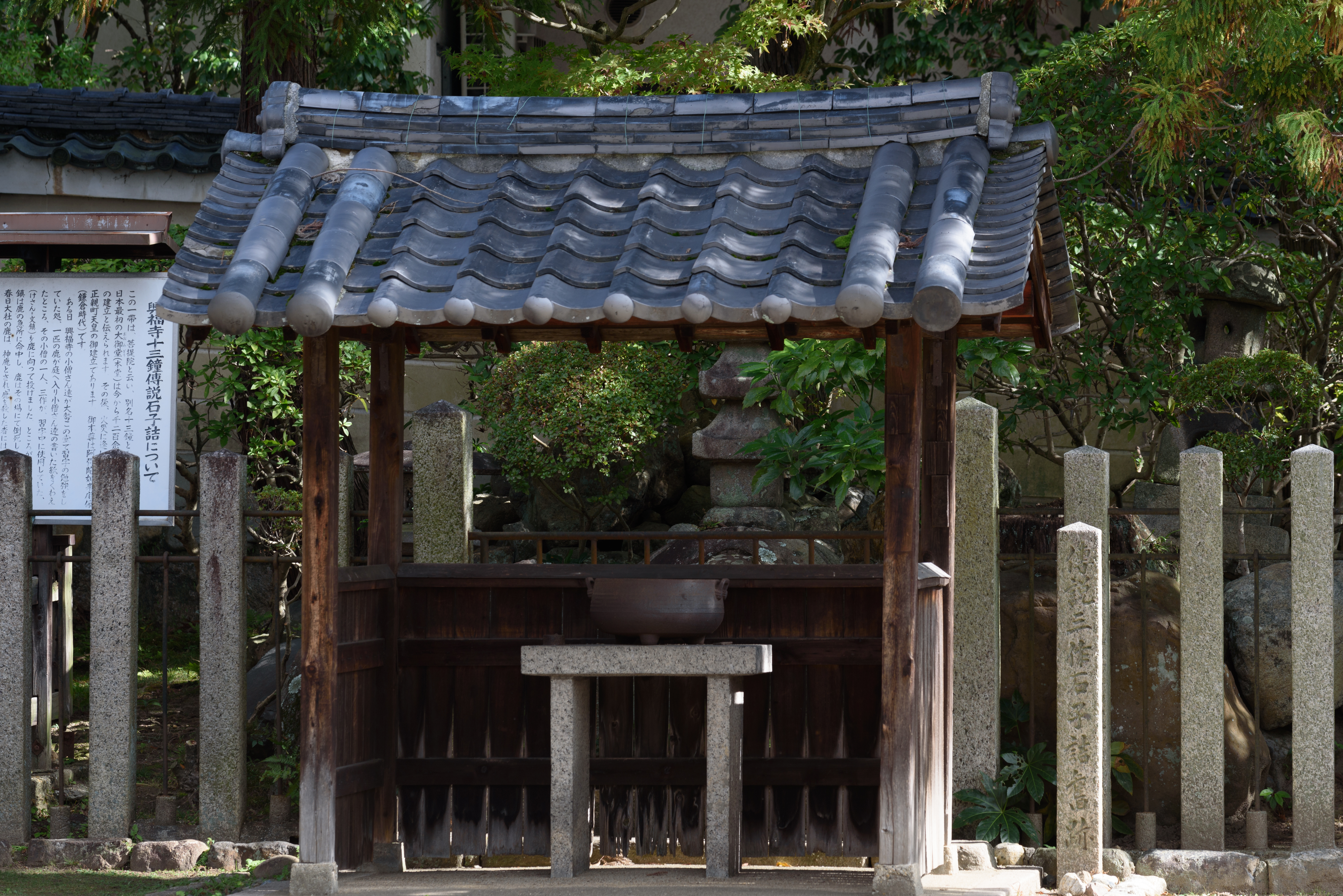
三作石子詰之旧跡

寺伝では、奈良時代に玄昉により創建されたと伝わるが、実際には玄昉の菩提を弔う一院として造営されたとの見方もある。
現在の堂は天正8年（1580年）の再建である。
鐘楼にかかる梵鐘は永享8年（1436年）の鋳造で、かつては昼夜十二時（とき）だけではなく、明け七つと六つの間の早朝勤行の時にも打たれたことから、「十三鐘」の通称を持つ。
大御堂前庭では、春日神鹿をあやまって殺した少年・三作を石子詰の刑に処して葬り、祀ったと伝わる塚がある。元禄時代、近松門左衛門の草した浄瑠璃『十三鐘』は、この伝説に取材したものである。

## 境内
- 大御堂 - 本堂。天正8年（1580年）再建。1970年（昭和45年）に改築され、内陣は鉄筋コンクリート造とされた。本尊・阿弥陀如来坐像（重要文化財）などを安置する。
- 鐘楼 - 梵鐘は永享8年（1436年）造。通称「十三鐘」の名称の由来のもとでもある。
- 三作塚 - 死刑となった三作を祀る。
- 庫裏

## 文化財

### 重要文化財
- 木造阿弥陀如来坐像 - 鎌倉時代作。

## 前後の札所
大和北部八十八ヶ所霊場
61 春岳院　-　62 十三鐘菩提院　-　63 白毫寺